# Saint-Pierre-des-Ifs (Eure)
Saint-Pierre-des-Ifs település Franciaországban, Eure megyében. Lakosainak száma 258 fő (2022. január 1.). Saint-Pierre-des-Ifs Saint-Christophe-sur-Condé, Saint-Philbert-sur-Risle, Saint-Grégoire-du-Vièvre és Saint-Étienne-l’Allier községekkel határos.

## Népesség
A település népessége az elmúlt években az alábbi módon változott:
| Lakosok száma | 240  | 223  | 181  | 220  | 303  | 286  | 277  | 276  | 272  | 258  |
|               | 1968 | 1982 | 1990 | 2006 | 2013 | 2015 | 2017 | 2019 | 2020 | 2022 |